# Прокудино (Белгородская область)
Проку́дино — село в Старооскольском городском округе Белгородской области России. Входит в Долгополянскую сельскую территорию.

## География
Расположено примерно в 17 км к юго-западу от центра Старого Оскола и в 100 км к северо-востоку от Белгорода. Слилось с селом Долгая Поляна.

## История
В Дозорной книге за 1615 год, хранящейся в столичном архиве, упоминается «деревня Прокудина в Долгой Поляне и в ней помещик — стрелецкий сотник Иван Михайлович Прокудин».
По данным переписи десятой ревизии в Прокудино проживало «211 душ мужского пола». В 1885 году в деревне Прокудино Старооскольского уезда Долгополянской волости размещалось 79 дворов, в которых проживало 528 жителей, было 5 «промышленных заведений», а 4 хозяйства держали 48 ульев. Работала начальная школа, в которой обучалось 43 ученика. 
До упразднения уездно-губернского деления входило в состав Долгополянской волости Старооскольского уезда. 
С июля 1928 года Прокудино — в Долгополянском сельсовете Старооскольского района.
По документам переписи населения на момент 1932 года в деревне проживало 604 жителя.

## Население
| 2002 | 2010 |
| ---- | ---- |
| 443  | ↗458 |

### Историческая численность населения
По документам переписи 1885 года деревня Прокудино насчитывала 79 дворов и 528 жителей (278 муж., и 250 жен.). В 1932 году в деревне было 604 жителя. В январе 1979 года в селе Прокудино насчитывалось 262 жителя, через десять лет — 173. В 1997 году в Прокудино проживал 201 житель.

## Известные уроженцы
- Прокудин, Гавриил Иванович (17 сентября 1910 — 1 ноября 1973) — бригадир тракторной бригады Старооскольской МТС, Герой Социалистического Труда.

## Инфраструктура
Личное подсобное хозяйство с зоной сельскохозяйственного использования, индивидуальная застройка усадебного типа.
Основа экономики — сельское хозяйство.

## Транспорт
Село доступно автотранспортом.  